# 孙才新
孙才新（1944年12月13日—2011年11月25日），重庆垫江人，高电压工程（高电压与绝缘及故障诊断技术）专家，重庆大学电气工程学院教授、博士生导师，作为主要奠基人之一，组织筹建了重庆大学“输配电装备及系统安全与新技术”国家重点实验室。

## 生平
1969年毕业于重庆大学。2003年当选为中国工程院院士。

## 科研成果
孙才新院士获国家、省部级科技进步奖10余项，其中《变电站电气设备绝缘多参量多功能在线监测及故障技术研究》于2002年获国家科学技术进步二等奖；发明专利3项；出版专著4部。在国内外重要刊物上发表280余篇论文，其中70余篇被SCI、EI收录。

## 研究领域
- 高电压与绝缘技术研究
- 高海拔、污秽、覆冰（雪）、酸雨（雾）等复杂环境中的外绝缘放电特性研究
- 电气设备在线监测及故障诊断技术研究
- 高电压技术与生物医学工程交叉学科研究